# گورگن ساهاکیان
گورگن سروبی ساهاکیان (ارمنی: Գուրգեն Սերոբի Սահակյան؛ زادهٔ ۱۰ سپتامبر ۱۹۱۳ - درگذشته ۲۶ مارس ۲۰۰۰) یک اخترفیزیکدان در زمینه فیزیک نظری و آکادمیسین اهل ارمنستان بود.

## زندگی‌نامه
در ۱۰ سپتامبر ۱۹۱۳ در سارناغبیور به دنیا آمد و از دانشگاه دولتی ایروان (۱۹۳۹) و انستیتو فیزیک لبدف فارغ‌التحصیل شد. وی عضو فرهنگستان ملی علوم ارمنستان بود. وی همچنین برنده نشان لنین (۱۹۸۶)، نشان ستاره سرخ (۱۹۴۵)، نشان جنگ میهنی (درجه دو) (۱۹۸۵)، نشان دوستی خلق (۱۹۸۱)، مدال به خاطر پیروزی مقابل آلمان در جنگ بزرگ میهنی (۱۹۴۵–۱۹۴۱) (۱۹۴۵)، مدال به مناسبت یکصدمین سالگرد تولد ولادیمیر ایلیچ لنین (۱۹۷۰) و دانشمند شایسته ارمنستان شوروی (۱۹۷۰) شده است. وی در ۲۶ مارس ۲۰۰۰ در سن ۸۶ سالگی در ایروان درگذشت.

## نگارخانه

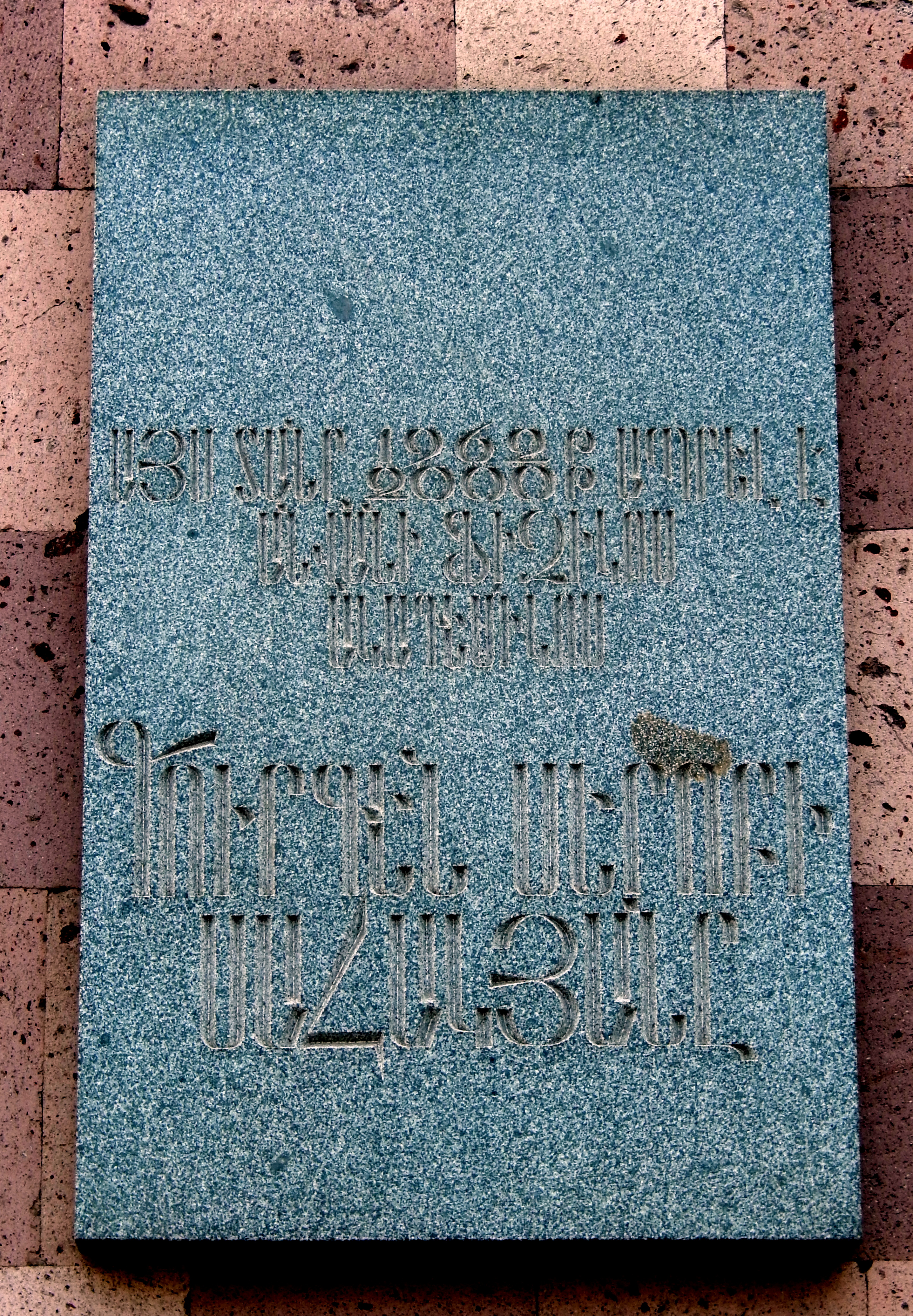

## یادداشت
1. ↑  ֆիզիկամաթեմատիկական գիտությունների դոկտոր
2. ↑  Պ․ Ն․ Լեբեդևի անվան ֆիզիկայի ինստիտուտ